# معركة تشيرنوبل
معركة تشيرنوبيل كانت مواجهة عسكرية في منطقة تشيرنوبل المحظورة بين القوات المسلحة الروسية والقوات المسلحة الأوكرانية، بدءًا من 24 فبراير 2022، خلال اليوم الأول من الغزو الروسي لأوكرانيا عام 2022. استولت القوات الروسية، التي غزت من أراضي بيلاروس، على منطقة محطة تشيرنوبل للطاقة النووية بحلول نهاية ذلك اليوم.

## خلفية
خلال كارثة تشيرنوبل في عام 1986، تم إطلاق كميات كبيرة من المواد المشعة من محطة تشيرنوبل للطاقة النووية إلى البيئة المحيطة. تم إخلاء المنطقة الواقعة في دائرة نصف قطرها 30 كيلومترًا (19 ميلًا) المحيطة بالمفاعل المتفجر وإغلاقها من قبل السلطات السوفيتية. بعد تفكك الاتحاد السوفيتي، أصبحت هذه المنطقة جزءًا من أوكرانيا المستقلة حديثًا وأدارتها خدمة الطوارئ الحكومية في أوكرانيا.

## المعركة
بعد ظهر يوم 24 فبراير، اليوم الأول للغزو الروسي، أعلنت الحكومة الأوكرانية أن القوات الروسية شنت هجومًا للاستيلاء على منطقة تشيرنوبل المحظورة. بحلول نهاية اليوم، أعلنت الحكومة الأوكرانية كذلك أن القوات الروسية استولت على تشيرنوبل وبريبيات. وأفادت التقارير أن قصفا مدفعيا أصاب مواقع تخزين النفايات المشعة وزعم أنه لوحظ زيادة في النشاط الإشعاعي.
في أعقاب احتلال روسيا للمنطقة المحظورة، أعلنت الحكومة الأمريكية «تقارير موثوقة تفيد بأن الجنود الروس يحتجزون حاليًا موظفي منشآت تشيرنوبيل كرهائن».

## ردود الفعل
وصف الرئيس الأوكراني فولوديمير زيلينسكي احتلال روسيا للمنطقة بأنه «إعلان حرب ضد أوروبا بأكملها».
ونُقل عن ميخايلو بودولاك، مستشار رئيس مكتب رئيس أوكرانيا، قوله «إن حالة محطة تشيرنوبل للطاقة النووية السابقة، والحجز، ومنشآت تخزين النفايات النووية غير معروفة». ومع ذلك، ذكرت الوكالة الدولية للطاقة الذرية أنه «لم تقع إصابات أو دمار في الموقع الصناعي» وأنه «من الأهمية بمكان ألا تتأثر العمليات الآمنة والمأمونة للمنشآت النووية في تلك المنطقة أو تتعطل بأي شكل.»

## التحليلات
صرح بين هودجز، القائد العام السابق لجيش الولايات المتحدة في أوروبا، أن المنطقة المحظورة «مهمة بسبب مكانها. . . إذا كانت القوات الروسية تهاجم كييف من الشمال، فإن تشيرنوبيل هناك في الطريق». قالت نائبة مساعد وزير الدفاع الأمريكي السابق لروسيا وأوكرانيا وأوراسيا، إيفلين فاركاس، إن القوات الروسية «تريد محاصرة العاصمة» وأنها «بالتأكيد لا تريد مواد نووية سائبة» في حالة حدوث تمرد أوكراني.
المنطقة المحظورة مهمة لاحتواء تداعيات كارثة تشيرنوبيل النووية عام 1986؛ على هذا النحو، قال مستشار الشؤون الداخلية الأوكراني أنطون هيراشينكو إنه «إذا أصاب القصف المدفعي للاحتلال منشأة تخزين النفايات النووية، فقد يغطي الغبار المشع أراضي أوكرانيا وبيلاروس ودول الاتحاد الأوروبي».